# شرشور إفريقي قرمزي الجناح

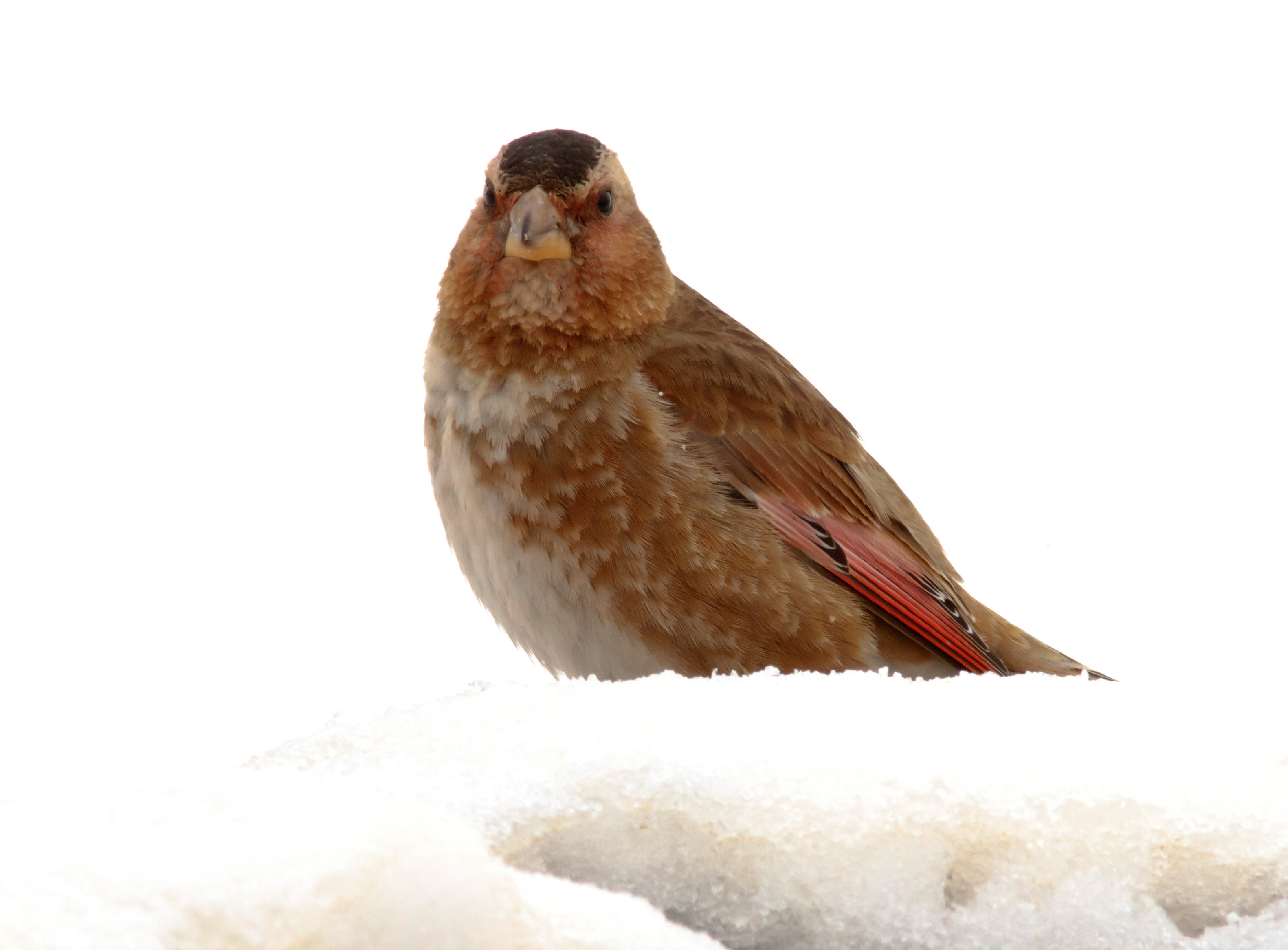
عصفور القرمزي الأفريقي المجنح في أوكايمدن - المغرب

الشرشور الإفريقي قرمزي الجناح أو الشرشور الأطلسي قرمزي الجناح (الاسم العلمي: Rhodopechys alienus) هو شرشور مُمتلئ الجسم وشاحب اللون ذو منقار كبير أصفر باهت. يوجد في جبال الأطلس في المغرب والجزائر. كان يُعتبر سابقًا نُوَيعةً من الشرشور الآسيوي قرمزي الجناح (ومازال عند بعض الجهات). يبلغ متوسط طوله 13 سم، وباع جناحيه 32 سم. لونه بني فاتح عمومًا، ووسط بطنه مُبيَّض، والقلنسوة سوداء إضافة إلى نمط قرمزي على الأجنحة والذيل. الإناث أبهت نوعًا ما من الذكور.
يعيش هذا النوع على سفوح الجبال الصخرية، غالبًا على ارتفاعات عالية. يمكن العثور عليه في الموائل المكشوفة ذات الغطاء النباتي الخفيف، وأحيانًا يُعشش في شقوق الصخور. يتغذى على البذور، وخلال فصل الشتاء تنتقل أسرابه للارتفاعات المُنخفضة نحو الحقول الزراعية للعثور على الغذاء. تضع الأنثى وتحضن 4 أو 5 بيضات زرقاء مرقطة قليلاً.
هذا النوع له نطاق مُتجزئ في الأطلس الكبير للمغرب وجبال الأوراس في شمال شرق الجزائر.

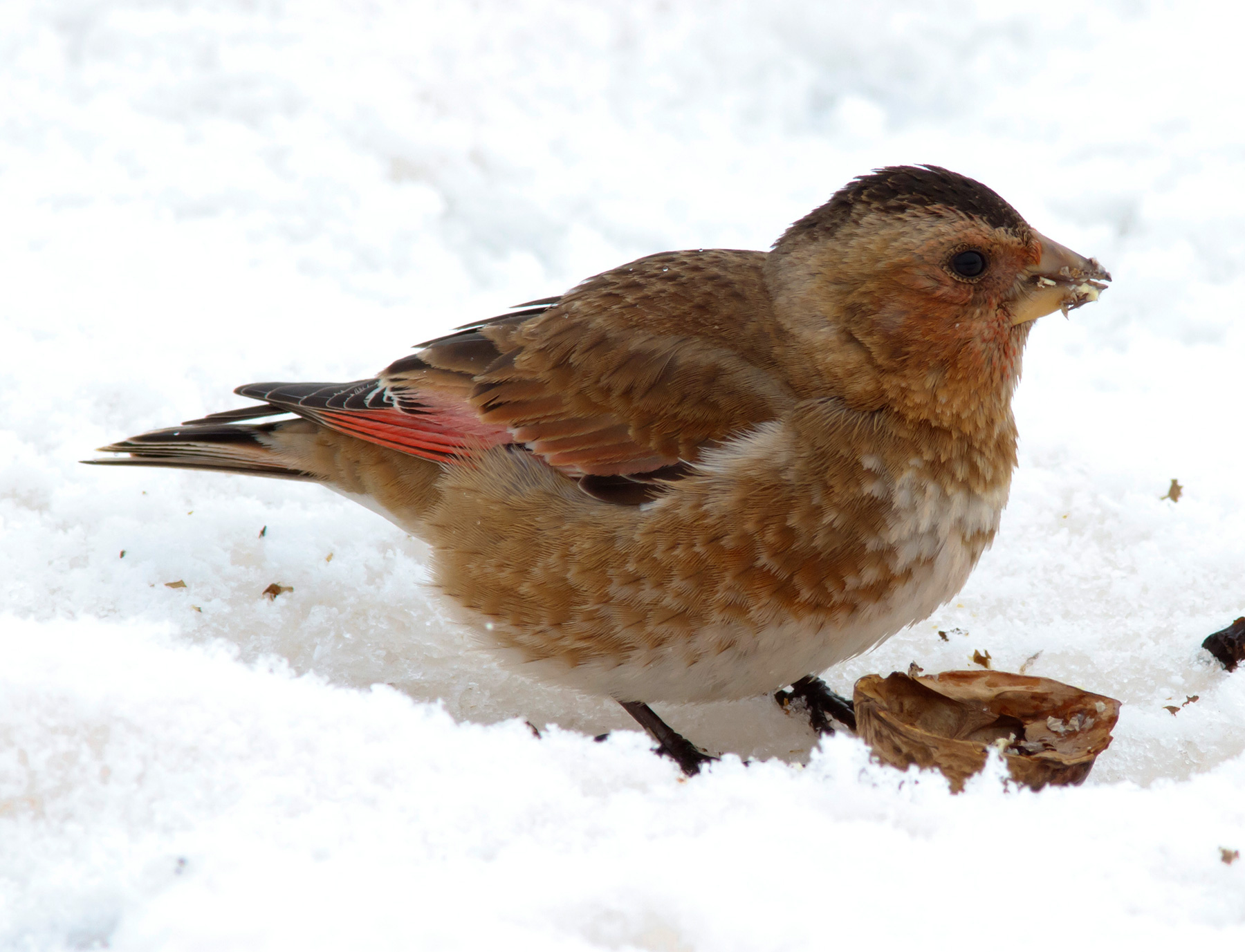
شرشور قرمزي جناح إفريقي في أوكايمدن - المغرب

## الإختلافات بين الشراشير الأفريقية والآسيوية
هناك عدة اختلافات بين الشراشير الآسيوية والإفريقية قرمزية الجناح:
الطيور الأفريقية لها ذقن وحنجرة وردية مشوبة باللون الرمادي والأبيض، مع وجود شريط صدري بني ضيق تحتها، في حين أن هذه المنطقة بأكملها ذات لون بني مصفر عند الطيور الآسيوية. تكون علامات الصدر والجوانب البني على الطيور الآسيوية أكثر شمولاً منها على الطيور الأفريقية، والطيور الأفريقية لديها لون أسود أقل على التاج من الطيور الآسيوية (في الذكور غالبًا ما تكون مقتصرة على مقدمة الرأس). تختلف ذكور الإفريقية أيضًا مقارنة بالطيور الآسيوية في أنها تفتقر إلى اللون الوردي الواسع في أكسيّة الذيل العلوية ولا توجد بها بقع سوداء على جوانب صدورها، وعلامات سوداء أقل تميزًا على البُرنُس وغطاء الأذن، وتقريباً لا يوجد أحمر على الوجه.